# Hidde Halbertsma Justuszoon

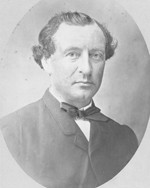
Hidde Halbertsma Justuszoon

Hidde Halbertsma Justuszoon (* 30. März 1820 in Bolsward; † 22. November 1865 in Laubach) war ein niederländischer Mediziner.

## Leben
Hidde war der Sohn des Pfarrers und friesischen Sprachforschers Justus Hiddes Halbertsma (* 23. Oktober 1789 in Grouw; † 14. Februar 1869 in Deventer) und dessen Frau Johanna Iskjen Hoekema (* 6. April 1794 in Workum; † 30. Juni 1847 in Deventer). Die Familie hatte ihre ursprünglichen Wurzeln in Ostfriesland. Da sein Vater beruflich in Deventer tätig wurde, besuchte er dort 1833 die Lateinschule und bezog am 15. September 1837 das dortige Athenaeum. Am 19. September 1838 immatrikuliert als Student der Medizin an der Universität Leiden. Hier absolvierte er bei Kaspar Georg Karl Reinwardt, Pieter Johannes Uijlenbroek, Jan van der Hoeven, Antonius Henricus van der Boon Mesch und Gideon Jan Verdam eine naturwissenschaftliche Ausbildung. Seine prägenden Lehrer in den medizinischen Wissenschaften wurden Gerard Sandifort, Michael Jacobus Macquelijn, Jacobus Cornelis Broers und Cornelis van der Hoeven.
Am 3. November 1843 promovierte er in Leiden mit der historisch medizinischen Abhandlung de Antonii Leuwenhoeckii meritis in quasdem partes Anatomiae microscopicae zum Doktor der Medizin. Anschließend unternahm er eine wissenschaftliche Bildungsreise die ihn im Dezember 1843 nach Paris führte, wo er die Vorlesungen von Jules Germain Cloquet besuchte. Über Straßburg reisend, gelangte er an die Universität Wien. In Wien setzte er sich mit der physischen Diagnostik bei Josef von Skoda und der pathologischen Mikroskopie sowie der Mikroskopie bei Johann Florian Heller auseinander. Nachdem er auch die Vorlesungen von Jakob Henle an der Universität Heidelberg besucht hatte, kehrte er 1845 in seine niederländische Heimat zurück. Hier verteidigte er in Leiden einige spezifische Thesen und erwarb sich am 1. November 1845 das Doktorat der Geburtshilfe und am 3. Februar 1846 das Doktorat der Chirurgie.
Halbertsma bemühte sich auch um einen Lehrstuhl in Leiden, jedoch fand er keinen Zugang dazu, da er vermutlich über zu wenig praktische Erfahrung verfügte. Mit einem staatlichen Stipendium ausgestattet, begab er sich daher 1846 nach Berlin, wo er die Vorlesungen von Johannes Peter Müller und Friedrich Schlemm besuchte. Danach zog er an die Universität Leipzig, wo er die Ausführungen von Ernst Heinrich Weber, Wilhelm Eduard Weber und zur physiologischen Chemie bei Karl Gotthelf Lehmann verfolgte. Sein letztes Reiseziel wurde Prag. In der goldenen Stadt hatte er weitere Anregungen von Franz Dittrich (1815–1859) und Johann von Oppolzer erhalten. Am 22. April 1848 wurde er in Leiden zum außerordentlichen Professor der Anatomie und Physiologie berufen, welches Amt er am 30. September 1848 mit der Antrittsrede de Albini anatomie tractandae methodo, comporata cum eaquam nostva tempora sibi deposeunt übernahm.
Am 24. Juni 1857 wurde er zum ordentlichen Professor ernannt und war in dieser Eigenschaft 1864/65 Rektor der Alma Mater. Diese Aufgabe legte er mit der Rede de iis quae Academiae Lagduno-Batavae anno 1864–1865 tristia et laeta acciderunt nieder. Als Leidener Hochschullehrer reorganisierte Halbertsma die Ausbildung der Pathologie und Anatomie. Hierzu schaffte er verschiedene Präparate und Instrumente an. Statt der damals gebräuchlichen lateinischen Unterrichtssprache, verwendete er als erster die niederländische. Ab 1850 war er Mitglied der Gesellschaft zur Förderung der Medizin und Chirurgie in Amsterdam, 1853 wurde er Mitglied der provinziellen Utrechtschen Gesellschaft für Künste und Wissenschaften, 1851 außerordentliches, sowie 1855 ordentliches Mitglied der königlich niederländischen Akademie Wissenschaften und er war Mitglied der holländischen Gesellschaft der Wissenschaften in Haarlem. 1864 erkrankte er an Melancholie, was ihn an einer weiteren Wirksamkeit hinderte. Zur Herstellung seiner Gesundheit begab er sich nach Laubbach bei Koblenz, wo er verstarb.
Am 26. Juni 1851 verheiratete Halbertsma sich mit Jacoba Sophia Hamaker (* 10. August 1827 in Leiden; † 2. Februar 1888 in Hilversum), die Tochter des Leidener Professors Hendrik Arent Hamaker (1789–1835). Die Ehe blieb kinderlos.

## Werke
- Bijdrage tot de ziektekundige ontleedkunde der tanden. In: Varhandelingen uitgegeven dorr de Koniklike Akademie van Wetenschappen. Teil II, Blatt 28
- Over Hermnphroditismus spurius femininus. In: Varhandelingen uitgegeven dorr de Koniklike Akademie van Wetenschappen. Teil III, Blatt 18
- Over eene verbinding tusschen de breede rogapier en de driehoofdige armspier bij den mensch : een analogon van den bij dieren voorkomenden musculus anconaeus quintus. In: Varhandelingen uitgegeven dorr de Koniklike Akademie van Wetenschappen. Teil IV, Blatt 238–246; auch In: Archiv für die Holländischen Beiträge zur Natur und Heilkunde. Bd. I, S. 54
- Over de verhouding der ondersleutelbeens-slagadcr tot toevallig aanwezige halsribben bij den mensch. In: Varhandelingen uitgegeven dorr de Koniklike Akademie van Wetenschappen. Teil IV, Blatt 247–258; auch In: Archiv für die Holländischen Beiträge zur Natur und Heilkunde. Bd. I, S. 47
- Anatomische en physiologische beschouwing der voorhoofdspier (m. frontalis). In: Varhandelingen uitgegeven dorr de Koniklike Akademie van Wetenschappen. Teil VII, Blatt 1–9; auch In: Archiv für die Holländischen Beiträge zur Natur und Heilkunde. Bd. II, S. 49
- De sutura infra-orbitalis. In: Varhandelingen uitgegeven dorr de Koniklike Akademie van Wetenschappen. Teil VII, Blatt 177–184; auch In: Archiv für die Holländischen Beiträge zur Natur und Heilkunde. Bd. III, S. 179
- Do Lamina mediana cartilaginis thyreoïdeae. In: Varhandelingen uitgegeven dorr de Koniklike Akademie van Wetenschappen. Teil XI, Blatt 177–184, auch In: Archiv für die Holländischen Beiträge zur Natur und Heilkunde. Bd. III, S. 179
- Bijdrage tot de geschiedenis van den canalis Schlemmii. In: Varhandelingen uitgegeven dorr de Koniklike Akademie van Wetenschappen. Teil XI, Blatt 360–367
- De musculus thoracicus. In: Varhandelingen uitgegeven dorr de Koniklike Akademie van Wetenschappen. Teil XII, Blatt 164–180, auch In: Nederlandsch Tijdschrift voor de Dierkunde, uitgegeven door het Koninkl. Zool. Genootsch. Natura Artis Magisira. II. Jg., Blatt 309–319
- Ontleedkundige aanteekeningen. Eerste zestal. (enthält: I. Musculus gastrocnemius triceps.; II. Musculus pyriformis fissus.; III. Musculus supinator brevis accessorius.; IV. Vena cava superior sinistra.; V. De taalkundige afleiding van het woord: coronoïdeus.; VI. Johannes ham van Arnhem, de ontdekker der spermatozoïden.) In: Varhandelingen uitgegeven dorr de Koniklike Akademie van Wetenschappen. Teil XIII, Blatt 330–347, auch In: Archiv für die Holländischen Beiträge zur Natur und Heilkunde. Bd. III, S. 233 u. 321; auch In: Nederlandsch Tijdschrift voor Geneeskunde. VI. Jg. Blatt 609
- De afwijking van het tusschonschot der kamers en der primitive aörta naar links, roet hare gevolgen. Bijdrage tot de kennis der onregelmatige ontwikkeling van het hart. In: Varhandelingen uitgegeven dorr de Koniklike Akademie van Wetenschappen. Teil XIII, Blatt 348–381; auch In: Nederlandsch Tijdschrift voor Geneeskunde. VI. Jg. Blatt 705
- Normaal en abnormaal Hermaphrodiliftmui bij de visschen. In: Varhandelingen uitgegeven dorr de Koniklike Akademie van Wetenschappen. Teil XVI, Blatt 165–178; auch In: Nederlandsch Tijdschrift voor de Dierkunde, uitgegeven door het Koninkl. Zool. Genootsch. Natura Artis Magisira. II. Jg., Blatt 80–86
- De beteekenis der kleine vleugels van het wiggebeen. In: Nederlandsch Tijdschrift voor Geneeskunde. VI. Jg. Blatt 65–67; auch In: Archiv für die Holländischen Beiträge zur Natur und Heilkunde. Bd. III, S. 253
- Ontleedkundige aanieekeningen. Tweede zestal. (enthält: I. De Arteriae circamflexae m. sterno-cleido-mastoidei.; II. De vermeerdering van het aantal kransslagaderen van het hart.; III. De kransslagaderen van het hart van Halmaturus giganteus.; IV. Het lumen van de kransslagaderen van het hart.; V. De beteekenis van de dwarse uitsteeksels der halswervels.; VI. Processus operculum atlantis.): In: Nederlandsch Tijdschrift voor Geneeskunde. VII. Jg. Blatt 693–702, auch unter dem Titel: Bemerkungen über die Kranz-Schlagaderen des Herzens. In: Nederlandsch Tijdschrift voor de Dierkunde, uitgegeven door het Koninkl. Zool. Genootsch. Natura Artis Magisira. II. Jg., Blatt 217–233
- Beschrijving van een Oost-Indischen Idiotenschedel. In: Nederlandsch Tijdschrift voor Geneeskunde. VIII. Jg., Blatt 657–661
- De derde gewrichtsknobbel (condylus tertius) van het achterhoofdsbeen. In: Nederlandsch Tijdschrift voor Geneeskunde. 2. Reihe, 1. Jg., 1. Abt., Blatt 222–227
- Do asymmetrie der Javaanache schedels. In: Nederlandsch Tijdschrift voor Geneeskunde. 2. Reihe, 1. Jg., 1. Abt., Blatt 228–240
- Bij het graf van den hoogleeraar J. Bake, overleden 26 Maart 1864. 1864 (Digitalisat)
- Bij het graf van den hoogleeraar J.M. Schrant, overleden 18 Maart 1864. 1864
- Oratio de iis, quae Academiae Lugduno-Batavae anno 1864-1865 tristia et Acciderunt. Leiden 1865 (Digitalisat)